# Jordi Pablo
Jordi Pablo Ripollés (Vinaroz, Castellón, España, 1 de enero de 1990) es un exfutbolista y entrenador español. Jugaba de centrocampista y actualmente es segundo entrenador de La Roda Club de Fútbol de Tercera División de España.

## Trayectoria como jugador
Empezó jugando en el Vinaròs Club de Fútbol de su localidad natal. A los ocho años pasó a formar parte del equipo alevín del Villarreal Club de Fútbol. La temporada 2008-09 logró el ascenso a la Segunda División de España con el Villarreal Club de Fútbol B tras quedar segundo en el Grupo III de la Segunda División B y pasar las tres eliminatorias de ascenso. El 3 de junio, junto a su compañero de equipo Edu Caballer, fue homenajeado por el alcalde de su localidad por el ascenso logrado.
Esa misma temporada llegó a debutar con el primer equipo, tanto en Primera División como en la Liga de Campeones de la UEFA, y pasando a formar parte de la primera plantilla en sustitución del lesionado Santi Cazorla. En liga debutó el 11 de abril en El Madrigal, al sustituir a Bruno Soriano en la segunda parte del encuentro que el Villarreal C. F. perdió 0-2 frente al Málaga Club de Fútbol. En la Liga de Campeones debutó el 15 de abril frente al Arsenal FC en el Emirates Stadium de Londres, al entrar en la segunda parte en lugar de Cani. El Villarreal C. F. cayó derrotado por 3-0 y fue eliminado de la competición.
En mayo de 2009 recibió el premio Draft de plata en su edición de 2009. Finalmente, en julio se llegó a un acuerdo por el que el jugador rescindía su contrato con el Villarreal C. F., para el 3 de agosto, tras regresar de jugar el Campeonato Europeo de la UEFA Sub-19 disputado en Ucrania, firmar con el Málaga Club de Fútbol un contrato por cuatro temporadas. El Villarreal C. F. se guardó una opción de recompra para las tres primeras temporadas. Al poco tiempo de firmar con el club malagueño, en el partido de pretemporada que enfrentó a su equipo con el Levante Unión Deportiva, el jugador sufrió una rotura del ligamento cruzado anterior de la rodilla derecha, con lo que se estimó un periodo de baja de unos seis meses. Cuando acabó su recuperación no contó para el entrenador del Málaga, Juan Ramón López Muñiz.

## Selección nacional
Ha sido internacional con la Selección de fútbol de España en categorías inferiores, como la sub-15, la sub-16, la sub-17 y la sub-19. Con la selección sub-17 disputó la Copa Mundial de Fútbol Sub-17 disputada en Corea del Sur, con la que fue subcampeón y disputó cuatro partidos. Jordi Pablo anotó dos goles en el debut español frente a Honduras, y logró el gol del empate en los cuartos de final que disputó España contra Francia. Sin embargo, no pudo disputar los siguientes partido por un esguince. En julio de 2009 participó en el Campeonato Europeo de la UEFA Sub-19 disputado en Ucrania y ejerciendo de capitán del combinado nacional, siendo eliminada España en la fase de grupos.

## Trayectoria como entrenador
Acabó su etapa como jugador el 28 de agosto de 2016, con sólo 26 años, tras sufrir un desplazamiento de la plastia en partido disputado con su último equipo La Roda CF, en el Municipal ante la UD Melilla, donde más tarde se le dio la baja federativa. El jugador continuaba teniendo contrato con los rojillos para la temporada 2016/17, por lo que todas las partes implicadas acordaron que el futbolista siguiese ligado al club, esta vez desde el banquillo, firmando como segundo entrenador del club manchego. Jordi tiene el Nivel I de entrenador nacional, por lo que tendría la oportunidad de compaginar el estudio de los siguientes niveles con experiencia como nuevo adjunto en el banquillo de La Roda CF.

### Participaciones en Copas del Mundo
| Mundial                               | Sede          | Resultado  |
| ------------------------------------- | ------------- | ---------- |
| Copa Mundial de Fútbol Sub-17 de 2007 | Corea del Sur | Subcampeón |

### Participaciones en Campeonatos de Europa
| Europeo                              | Sede    | Resultado      |
| ------------------------------------ | ------- | -------------- |
| Campeonato Europeo de la UEFA Sub-19 | Ucrania | Fase de grupos |

## Clubes como jugador
| Club                          | País   | Año       |
| ----------------------------- | ------ | --------- |
| Villarreal Club de Fútbol B   | España | 2003-2009 |
| Villarreal Club de Fútbol     | España | 2009      |
| Málaga Club de Fútbol         | España | 2009-2010 |
| Fútbol Club Cartagena         | España | 2010-2011 |
| Villarreal Club de Fútbol "B" | España | 2011      |
| Atlético de Madrid "B"        | España | 2012-2013 |
| La Roda CF                    | España | 2013-2014 |
| C.D. Mirandés                 | España | 2014-2015 |
| U.D. Socuéllamos              | España | 2015-2016 |
| La Roda Club de Fútbol        | España | 2016-2017 |